# Kare (langue)
Pour les articles homonymes, voir Kare (homonymie) et kbn.
Le kare (ou kali, kari, karré) est une langue adamawa-oubanguienne du groupe Mbum parlée principalement en République centrafricaine, ainsi qu'au Cameroun, dans la région de l'Adamaoua, le département de la Vina aux environs de Belel, également dans la région du Nord et le département du Mayo-Rey.
Le nombre de locuteurs a été estimé à 97 000, dont 4 460 au Cameroun (2000).